# Styrax lanceolatus
Styrax lanceolatus är en storaxväxtart som beskrevs av P.W. Fritsch. Styrax lanceolatus ingår i släktet Styrax och familjen storaxväxter. Inga underarter finns listade i Catalogue of Life.